# 존 제이
존 제이(John Jay, 1745년 12월 23일 ~ 1829년 5월 17일)는 미국의 정치인으로 "미국 건국의 아버지"의 한 사람으로 간주된다. 초대 미국 대법원장과 2대 뉴욕주지사를 지냈다. 뉴욕 토박이로 1777년 주의 첫 헌법을 초안하였고 이어 대륙회의의 의장으로 선출되었다. 미국 독립 전쟁을 끝낸 파리 조약 체결에도 참여하였다.

## 어린 시절

### 출생
영국 식민 통치기에 뉴욕에서 태어났다. 그의 조부 오귀스트 제이는 프랑스 루이 14세가 1685년 낭트 칙령을 폐지한후 개신교를 탄압하자 종교박해를 피해서 미국 찰스턴으로 이주한 위그노 출신이다. 미국에 정착한 조부는 상업에 종사하며 부를 축적하였다. 1704년 뉴욕에서 태어난 제이의 아버지 피터는 모피, 밀, 목재등 여러 상품을 취급하는 성공한 무역업자였으며 존 제이는 어린시절 부유한 가정에서 성장하였다. 어머니 메리 밴 코틀랜드은 네덜란드 혈통으로 모두 10명의 자녀를 낳았는데 그 중 7명이 장성하였다. 1658년 뉴 암스테르담에서 태어난 외조부 야코버스 반 코르틀란트는 뉴욕 의회에서 활동했고, 두번이나 뉴욕 시장을 역임했다.

### 교육
8살 때까지 어머니로부터 교육을 받았고, 그 후 뉴로셸로 보내져 성공회 신부인 피에르 스투프 밑에서 공부하였다. 10살이 되던해인 1756년부터는 어머니와 조지 머레이의 지도 아래 홈스쿨링을 하였다. 1760년, 14살때 컬럼비아 대학의 전신인 뉴욕의 킹스 대학에 입학했다. 그곳에서 뉴욕 귀족이자 대법관의 아들인 로버트 리빙스턴을 포함한 많은 영향력 있는 친구들을 사귀었다. 1764년에 졸업한후 저명한 정치인이자 변호사인 벤자민 키삼 (1728–1782)의 법률 사무소에서 일했다.

### 정치입문
1768년, 변호사 자격을 취득하였고 1771년 법률사무소를 만들어 변호사업을 개업하였다. 1774년 필라델피아에서 개최된 제1차 대륙회의에 대표로 참가하여 식민지 주민들의 요구 사항을 밝힌 〈영국 국민에게 보내는 요청 The Address to the People of Great Britain〉의 초안을 작성했다.
뉴욕 지방의회 의원으로 활약하고 있던 제이는 1776년 뉴욕 주가 독립선언을 승인하게 하는 데 기여했다. 이듬해 그는 뉴욕주 최초의 헌법 입안을 도왔고, 주 최초의 법원장으로 선출되었으며, 1778년에는 대륙회의 의장으로 선출되었다.

## 미국 독립 혁명
자신이 시초적으로 독립 대신 영국과 평화로운 결의를 흥행했어도 제이는 왕당파가 아니었다. 그는 식민주의자들과 화해시키는 데 영국 정부를 몰아냈다. 하지만 전쟁이 점점 더 가능성이 커지면서 그는 독립 전쟁을 지지하였다.
제이는 자신이 1779년부터 1782년까지 좌절적인 3년을 보낸 스페인 주재 공사로서 미국 독립 전쟁의 거의를 보내 전쟁을 위한 재정적 성원과 스페인과의 동맹을 획득하는 노력을 하였다. (스페인은 전혀 공식적으로 식민지 반란과 자신을 결합하지 않았어도 프랑스의 제휴로서 영국에 대항하는 전쟁에 들어갔다.)

## 파리 조약

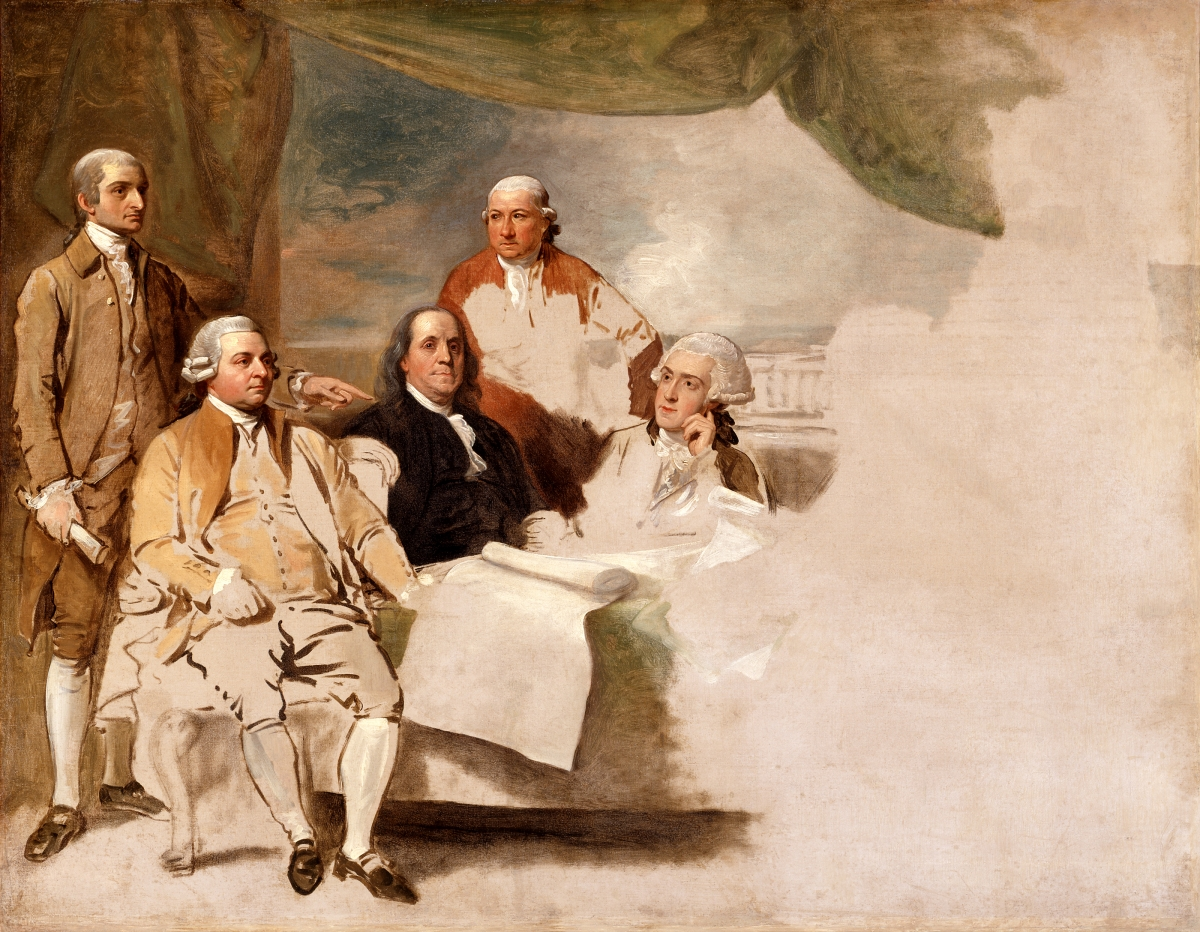
파리 조약 (1783년 벤저민 웨스트 작). 맨 왼쪽이 제이, 영국 대표단은 작품을 위해 포즈를 취하는 데 거부하여 그 부분을 안 끝낸 것으로 놓았다.

1782년 제이는 아메리카 식민지들에서 싸움을 끝낸 요크타운 전투에서 미국-프랑스의 승리 후 영국과 평화 조약을 협상하는 것과 할당된 5인 일원 평화 위원회에 가입하였다.
위원회의 일원들 중 2명 토머스 제퍼슨과 헨리 로런스는 참가하지 않아 영국과 조약을 협상하는 데 3명 - 제이, 벤저민 프랭클린과 존 애덤스를 남겼다.
협상들이 있던 동안 제이는 미국의 독립에 관한 영국의 인정을 위하여 강하게 강조하였다. 그는 또한 미국이 캐나다에 있는 영국의 영토들과 플로리다에 있는 스페인 영토의 제외와 함께 미시시피강 동부의 전체 대지를 확보하는 도움을 주어 효과적으로 새로운 국가의 크기를 두배로 하였다.
1783년 9월 3일에 조인된 파리 조약은 정식으로 미국 독립 전쟁을 끝냈다.

## 연방주의자 논집
미국 독립 전쟁 후에, 제이는 연합규약에 의하여 창조된 것보다 더욱 강한 중앙 정부 미국의 첫 헌법을 믿었다.
알렉산더 해밀턴과 제임스 매디슨과 더불어 제이는 1787년과 1788년 "Publius"라는 필명 아래 평론의 일련을 써 새로운 미국 헌법의 비준을 흥행하였다.
후에 연방주의자 논집으로 알려진 출판으로 수집된 그것들은 미국을 위한 어떤 권력을 보존한 동안 국익을 위하여 행동하는 데 효율적 연방 정부를 창조할 제도를 위하여 주장을 했다.
평론들은 매우 영향적이었고 오늘날 우리가 알면서 미국 헌법을 형성하는 데 도움을 주었다.

## 초대 대법원장
조지 워싱턴은 1789년 미국 대법원의 초대 대법원장으로 제이를 임명하였다.
9명의 재판관들로 이루어진 오늘날의 대법원과 달리 제이 법원은 6명 만의 대법관들을 가졌으며 한명의 대법원장과 5명의 배석 판사들이었다. 전체의 재판관들은 국가의 초대 대통령 워싱턴에 의하여 임명되었다.
1795년까지 지낸 제이는 미국의 법원 제도를 위한 규칙과 절차들을 설립하는 데 자신이 영향적이었어도 국가의 최고 계급의 법원에 자신의 재직 동안 겨우 4개의 입장들을 결정하였다.

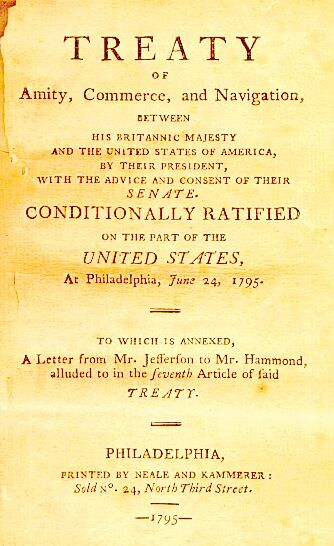
제이 조약 (1794년)

## 제이 조약
1783년 파리 조약으로 미국의 독립을 국제사회에서 인정받으며 미영간 전쟁이 종료되었으나 미국과 영국 사이에는 해결되지 않은 여러문제들이 남아있어 긴장관계를 유지하고 있었다. 미국영토내 영국군 철수가 합의되었음에도 불구하고 영국군은 서부 변경지역 요새에 잔류하였고, 전쟁중 영국군이 약탈한 재산은 반환되거나 보상되지 않았다. 또한 인디언들을 충동질하여 미국의 개척사업을 방해하였으며 미국의 정상적인 교역활동도 방해했다.
1789년 프랑스 혁명으로 집권한 프랑스 혁명 정부 1793년에 국왕 루이 16세를 처형하자, 영국의 주도하에 대불동맹 전쟁이 발발하였다. 미국이 중립을 선언하며 프랑스와 교역을 이어나가자 미국과 영국의 관계는 악화되었다. 영국은 우월한 해군력을 동원하여 프랑스령 서인도제도에서 이루어지는 프랑스와의 모든 교역을 봉쇄하여 프랑스의 전쟁물자 조달을 방해하였다. 그런데 지난 1778년에 프랑스와 통상동맹조약을 체결한 미국에게는 프랑스령 서인도제도가 외국의 공격을 받을 경우에 동맹국으로서 공동 방위에 동참할 의무가 있었다.
미국은 신생 독립국으로 아직 국가의 기초가 확고하지 않았고 군사력도 약한 상태에서 유럽의 분쟁에 휘말리고 싶지 않았다. 1794년 영국해군은 프랑스령 서인도 제도에서 무역에 종사하는 수백척의 미국 상선들을 밀무역을 조장한다는 명분을 내세워 나포해버렸다. 영국이 노골적으로 주권국가인 미국의 교역활동을 방해하자 긴장감이 고조되었다.
전쟁을 원치 않았던 워싱턴 대통령은 영국과 협상을 위해 대법원장인 제이를 특사로 임명하여 런던으로 보냈다. 영국군 철수, 영국인 채권자에 대한 부채 상환, 호혜통상등을 골자로 하는 조약이 체결되었고 양국간의 갈등이 해소되며 전쟁을 피하게 되었다. 그러나 미국내 반대파들로부터 굴욕적이라는 거센 비판이 쏟아졌으며 국민 여론이 극도로 악화되었고 상원에서는 간신히 비준을 얻어내었다.
분노한 시민들에 의해 특사였던 제이의 초상화가 다수의 미국 도시에서 불타는 일이 벌어지자, 제이는 자신의 불타는 초상화들의 빛 때문에 보스턴에서 필라델피아까지 밤에도 여행을 할 수 있게 되었다는 농담을 하였다고 한다. 제이 조약을 체결하기 전에는 워싱턴의 뒤를 이을 유력한 후보중 한 사람으로 분류되기도 했던 제이였지만, 조약체결이후 대통령이 될 가능성이 완전히 사라졌다.
스페인과는 핑크니 조약(1795년)을 체결하여 통상관계가 원만해졌으나 제이 조약 체결로 인해 프랑스와 관계는 악화되었다. 관계개선을 위해 파견된 미국측 대표단에게 프랑스는 1778년에 체결한 조약의 폐기를 전제로 막대한 금액의 차관과 뇌물을 요구하였다. 이것이 일명 'XYZ사건'으로 비화되면서 양국은 준 전시 상황으로 치달았다. 선전포고 행위가 없는 상태에서 양국 해군은 해상에서 산발적으로 충돌하였으며(유사전쟁), 상대국의 상선을 포획하기도 하였다. 악화일로에 있던 양국 관계는 제1통령이 된 나폴레옹이 1800년 9월에 화해를 제안하면서 개선되었다. 양국은 1778년의 동맹조약을 폐기한후 새로운 통상협정인 몰트퐁텐 조약(Treaty of Mortefontaine)을 체결하며 관계가 원만해졌다.

## 뉴욕주지사

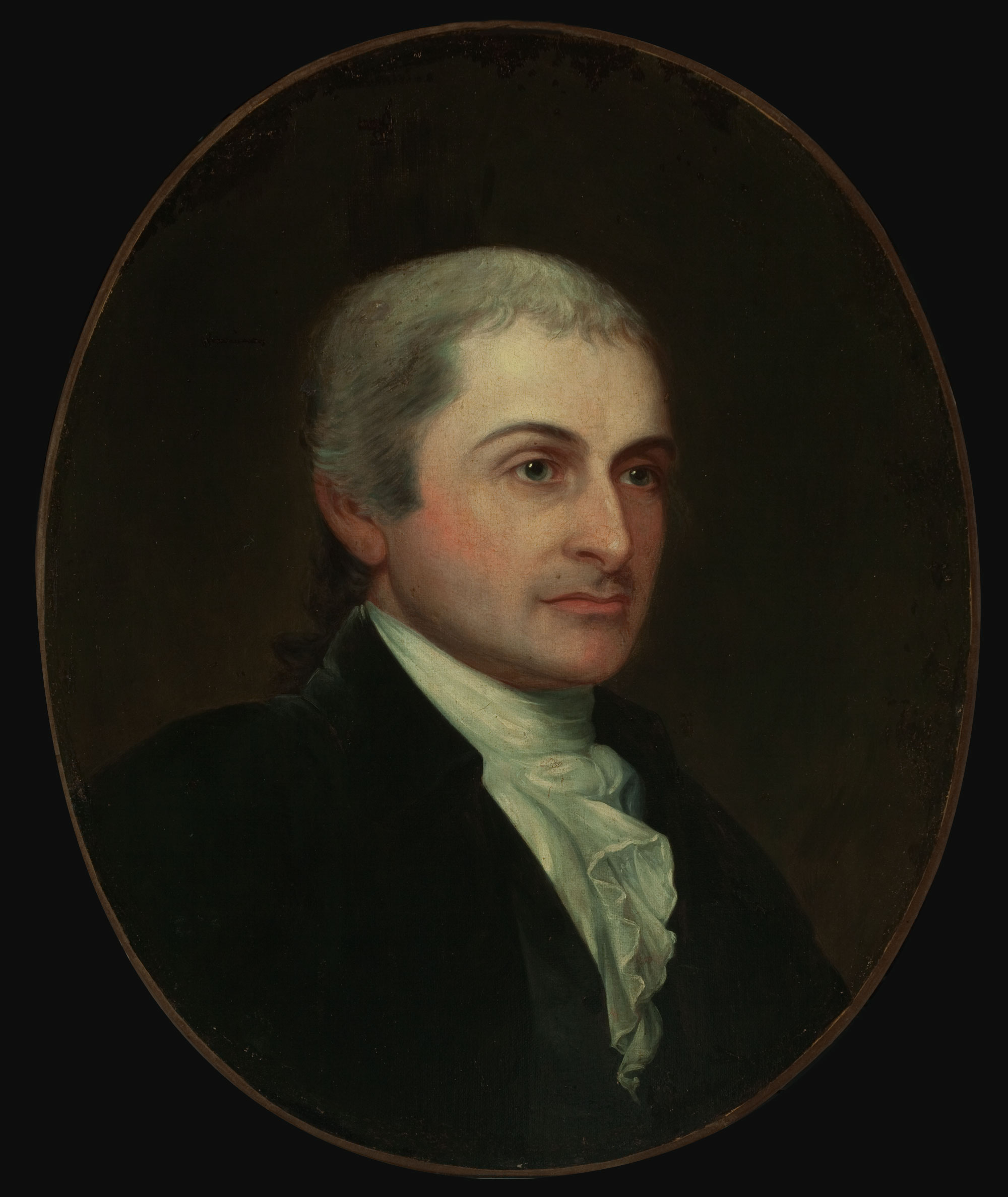
뉴욕주지사 시절 제이의 초상화

1795년 제이는 자신이 대법원장을 사임한 점에 뉴욕주지사로 선출되어 1801년까지 지냈다. (제이는 또한 1796년과 1780년 대통령을 위하여 비성공적으로 출마하였다.)
자신이 1798년까지 노예 소유자였어도 주지사로서 제이는 1799년 뉴욕주에서 노예제를 금지하는 법안을 서명하였다.
1801년 제이는 뉴욕주 웨스트체스터군에 있는 자신의 농장집으로 퇴직하였다. 대부분의 부분을 위하여 자신이 정치의 외부에 있었던 그는 1819년 미주리주를 노예주로서 합중국으로 편입시키는 데 비난하여 노예제가 "아무 새로운 주들에 소개되거나 허용되지 말아야" 할 것을 믿었다.

## 사망
1829년 5월 17일 제이는 뉴욕주 베드퍼드에서 83세의 나이로 사망하여 미국 국립역사기념물 보스턴 포스트 로드 역사 구역의 일부인 제이 사유지에 라이 근처에 있는 가족 묘지에 안장되었다.

## 역대 선거 결과
| 선거명      | 직책명        | 대수 | 정당     | 득표율 | 득표수 (선거인단) | 결과 | 당락             |
| ----------- | ------------- | ---- | -------- | ------ | ----------------- | ---- | ---------------- |
| 1777년 선거 | 뉴욕 주지사   | 1대  | 연방주의 | 9.69%  | 367표             | 4위  | 낙선             |
| 1789년 선거 | 미국의 부통령 | 1대  | 연방주의 | 13.04% | 9표               | 2위  | 낙선             |
| 1789년 선거 | 미국의 대통령 | 1대  | 연방주의 | 6.52%  | 0표 (9명)         | 3위  | 낙선             |
| 1792년 선거 | 뉴욕 주지사   | 1대  | 연방주의 | 49.27% | 8,215표           | 2위  | 낙선             |
| 1795년 선거 | 뉴욕 주지사   | 2대  | 연방주의 | 53.14% | 13,479표          | 1위  | 뉴욕 주지사 당선 |
| 1796년 선거 | 미국의 부통령 | 2대  | 연방주의 | 2.44%  | 5표               | 7위  | 낙선             |
| 1796년 선거 | 미국의 대통령 | 2대  | 연방주의 | 1.81%  | 0표 (5명)         | 8위  | 낙선             |
| 1798년 선거 | 뉴욕 주지사   | 2대  | 연방주의 | 54.01% | 16,012표          | 1위  | 뉴욕 주지사 당선 |
| 1800년 선거 | 미국의 부통령 | 3대  | 연방주의 | 0.49%  | 1표               | 4위  | 낙선             |
| 1800년 선거 | 미국의 대통령 | 3대  | 연방주의 | 0.36%  | 0표 (1명)         | 5위  | 낙선             |